# Тепла підлога

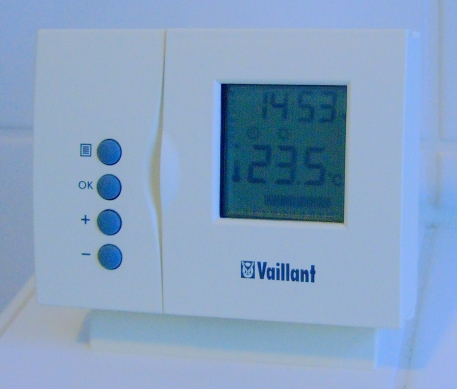
Терморегулятор

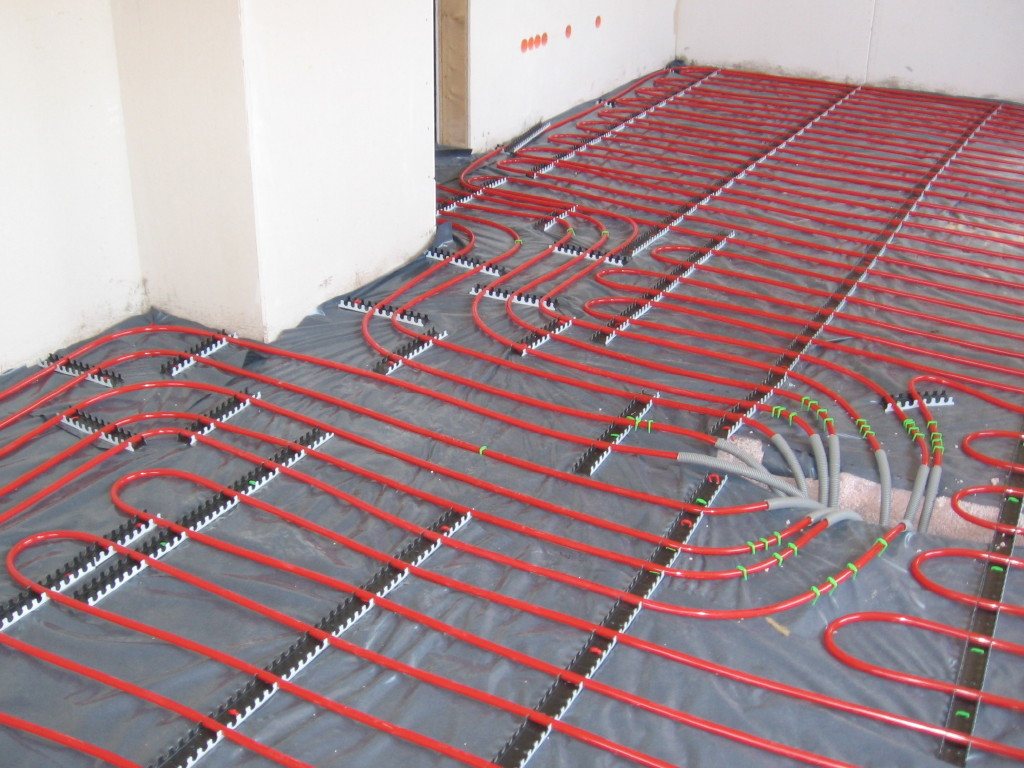
Електрокабелі, що формують систему обігріву

«Те́пла підло́га» — система з прокладеного у шарі підлоги нагрівального кабелю або водяної труби та терморегулятора з давачем температури підлоги (давачем на провіднику). Це дає змогу підтримувати постійну комфортну температуру підлоги, рівномірно обігрівати всю поверхню підлоги й забезпечувати оптимальний тепловий комфорт помешкання.
Термін «Тепла підлога» також помилково застосовують до системи «Опалення через поверхню підлоги», яка регулюється терморегулятором з давачем температури повітря. Для такої системи температура підлоги завжди буде змінна і залежати від температури зовнішнього повітря — тобто неможливо підтримання постійної (комфортної) температури підлоги й система «Тепла підлога» нереалізована. У плані енергоспоживання «Опалення через поверхню підлоги» дозволяє заощадити до 10-15 % витрат на опалення. На відміну від інших опалювальних приладів, така система більш рівномірно прогріває приміщення. Нагрівальний елемент у підлозі дозволяє вивільнити простір під вікнами чи стінами шляхом відсутності неестетичних радіаторів. Також така система значно зменшує перенесення у повітрі частинок пилу, що може позначитись на покращенні здоров'я мешканців.
Системи «Тепла підлога» та «Опалення через поверхню підлоги» нормуються ДБН В.2.5-24-2012 «Електрична кабельна система опалення».

## Переваги у використанні
Система «Тепла підлога» ― це передусім комфортна температура підлоги, простота в експлуатації, відносно низька вартість виробу. Для електричної основна перевага ― це незалежність від системи централізованого опалення. У системі «Тепла підлога» використовується терморегулятор з давачем температури підлоги.

## Приклади вибору потужності
- Необхідна потужність для «Теплої підлоги» як правило становить 135 Вт/м², для ванних кімнат — 160 Вт/м², максимально у підлогу встановлюється 200 Вт/м².
- Необхідна потужність для «Опалення через підлогу» застосовується на рівні не меншому за розрахункові тепловтрати (зазвичай від 50 до 200 Вт/м²).

Зауваження. У конструкцію підлоги повинна бути встановлена теплоізоляція товщиною за чинними нормами та правилами.

## Водяна тепла підлога
Водяна тепла підлога це система обігріву будинку, яка працює за принципом передачі тепла від води чи пари шляхом переміщення її по системі труб що розміщені під підлогою. Як правило для створення системи водяної теплої підлоги використовується спеціальна труба, як правило діаметром 16мм, якою буде проходити нагрівальний елемент у вигляді гарячої води чи пари. Джерелом тепла може бути як автономна система (котел, піч), так і система центрального опалення наприклад через підключення до централізованого стояка з гарячою водою. Перевагою системи водяної теплої підлоги є те що вона дозволяє покращити якість опалення при тій самій якості теплоносія. Головним недоліком системи водяної теплої підлоги є те що технічними нормами її застосування суворо заборонено в багатоквартирних будинках.